# Exogone homosetosa
Exogone homosetosa är en ringmaskart som beskrevs av Hartmann-Schröder 1965. Exogone homosetosa ingår i släktet Exogone och familjen Syllidae. Inga underarter finns listade i Catalogue of Life.